# アカミミコンゴウインコ
アカミミコンゴウインコ (Ara rubrogenys) は、鳥綱インコ目ヨウム科コンゴウインコ属に分類される鳥類。

## 分布
ボリビア中部固有種

## 形態
全長55 - 60センチメートル。耳孔後部や、肩は橙赤色。尾羽上面の色彩は青みがかったオリーブ色で、先端は青い。尾羽下面の色彩は黄色。翼上面の色彩は緑、翼下面や人でいう手首（翼角）は橙赤色。風切羽上面の色彩は緑青色で、風切羽下面の色彩は黄色。
眼の周囲が羽毛がなく、桃色がかった白い皮膚が裸出する。裸出部のうち眼前部には赤、眼後部には暗褐色の短い羽毛が縞状に生える。虹彩は橙色。嘴の色彩は黒灰色。

## 生態
標高1,100 - 2,500メートル（時には3,000メートルまで）の峡谷内にあるやや乾燥した落葉樹林や疎林・藪地・サボテン類からなる植生などに生息する。非繁殖期には大規模な群れを形成し生活する。
草、果実、マメ類や莢、サボテン類などを食べる。
繁殖様式は卵生。集団繁殖地（コロニー）を形成することもある。10 - 翌4月に岩の割れ目に、巣を作る。1回に1 - 3個（主に2個）の卵を産む。飼育下での抱卵期間は26日。雛は孵化してから70 - 73日で巣立つ。

## 人々との関係
トウモロコシやナッツ類などを食害する。
農地開発や過放牧・薪採取による生息地の破壊、害鳥としての駆除、ペット用の採集などにより、生息数は激減している。本来の生息環境である乾燥した落葉樹林が破壊され有刺植物やサボテン類の藪地となることで食物も不足し、食物不足から農作物を食害することで駆除されるという悪循環となっている。農薬による影響も懸念されている。1981年にインコ目単位でワシントン条約附属書IIに掲載され、1983年にワシントン条約附属書Iに掲載されている。ボリビアでは法的に保護の対象とされ、採集や輸出などが禁止されている。1994年における生息数は、2,000 - 4,000羽と推定されている。2007年における生息数は、500ペア以下と推定されている。